# Tratex

Tratex är ett sans-serif-typsnitt som finns på vägskyltarna i Sverige. Det ritades av Karl-Gustaf "Kåge" Gustafson, och togs fram för att ha god läsbarhet under de speciella förhållandena på vägarna.
Efter införandet av reflekterande vägmärken på 1970-talet, vidareutvecklades Tratex av Chester Bernsten. Bland annat ljusglorian som uppstod vid reflektion hade gjort texten svårare att läsa. Typsnittet testades och anpassades därför för versal respektive gemen text, på ljus respektive mörk botten.
Tratex stödjer även samiska bokstäver. Det finns fritt tillgängligt att ladda ner från Transportstyrelsen.